# The Behemoth
The Behemoth — американська компанія з розробки відеоігор, заснована у 2003 році Джоном Баесом, художником Деном Паладіном та програмістами Томом Фулпом, Брендоном Лакавою і Ніком Драйбургом. Пізніше Драйбург і ЛаКава покинули компанію. Студія розробки Behemoth розташована в Сан-Дієго, штат Каліфорнія. Компанія відома тим, що створює прості ігри у фірмовому 2D-стилі Paladin. Її ігри також відомі своїми важкими аркадними натхненнями, особливо серед ранніх ігор, що наслідують жанри, поширені на Neo Geo, зокрема (який є відомим шанувальником Тома Фулпа).

## Історія
У серпні 2002 року Том Фулп і Ден Паладін спільно створили флеш-гру Alien Hominid для компанії Newgrounds. Відтоді гра стала надзвичайно популярною і зібрала понад двадцять мільйонів переглядів. Пізніше того ж року Паладін працював над розробкою консольної відеогри, коли до нього звернувся колега Баез. Він був фанатом гри Alien Hominid і запитав Паладіна, чи не зацікавлений він у розробці гри для консолей. Коли Баез запропонував продюсувати гру, Фулп і Паладін погодилися, найняли ЛаКаву і Драйбурґа та заснували The Behemoth у 2003 році. Деякі деталі в їхніх іграх вказують на те, що між ними існує зв'язок у всесвіті.
Їхня перша консольна гра, Alien Hominid, отримала схвальні відгуки критиків, і учасники The Behemoth швидко здобули статус інді-розробників, зосереджених на поверненні олдскульного стилю відеоігор у мейнстрім. Деякі міні-ігри з Alien Hominid були портовані на iOS у 2011 році.
Друга гра The Behemoth, Castle Crashers, вийшла 27 серпня 2008 року, спочатку для сервісу Xbox Live Arcade, а згодом перевидана для PlayStation 3 31 серпня 2010 року та Microsoft Windows/OS X 26 вересня 2012 року. З моменту виходу на Xbox Live Arcade Castle Crashers стала однією з найбільш завантажуваних ігор - станом на кінець 2011 року було продано понад 2,6 мільйона копій.
Третя гра, BattleBlock Theater, вийшла 3 квітня 2013 року на Xbox Live Arcade. Версії BattleBlock Theater для Windows, Linux та macOS вийшли в Steam 15 травня 2014 року.
Pit People - це покрокова стратегічна гра, яка була випущена для раннього доступу в Steam і вийшла для Xbox One 13 січня 2017 року. Реліз відбувся 2 березня 2018 року.
The Behemoth вже давно дражнили "грою 5", яка була анонсована в січні 2020 року як Alien Hominid Invasion, яка, за словами розробників, не є ремейком або ремастером оригінальної Alien Hominid, але вводить нові механіки аркадним шутером.

## Ігри створені компанією
| Рік  | Назва                       | Жанр                        | Платфора(и)                                                                    | Додаткова примітка(и)                                         |
| ---- | --------------------------- | --------------------------- | ------------------------------------------------------------------------------ | ------------------------------------------------------------- |
| 2004 | Alien Hominid               | Платформер                  | PlayStation 2, GameCube, Xbox, Game Boy Advance, веб (Adobe Flash Player демо) |                                                               |
| 2007 | Alien Hominid 360           | Платформер                  | Xbox 360                                                                       | Ремастирований порт, який спочатку називався Alien Hominid HD |
| 2008 | Castle Crashers             | Сайд-скролер hack and slash | Xbox 360, PlayStation 3, Windows, macOS                                        |                                                               |
| 2011 | Super Soviet Missile Mastar | Сайд-скролер шутер          | iOS                                                                            |                                                               |
| 2011 | Alien Hominid: PDA Games    | Платформер                  | iOS                                                                            |                                                               |
| 2013 | Battleblock Theater         | комедія платформер          | Xbox 360, Windows, macOS, Linux                                                |                                                               |
| 2015 | Castle Crashers Remastered  | Сайд-скролер Hack and slash | Xbox One, Windows, macOS, PlayStation 4, Nintendo Switch                       | Ремастирований порт                                           |
| 2018 | Pit People                  | Рольова відеогра стратегія  | Xbox One, Windows                                                              |                                                               |
| 2023 | Alien Hominid Invasion      | Платформер                  | Xbox Series X/S, Xbox One, Windows, Nintendo Switch                            | Переуявлення Alien Hominid                                    |
| 2023 | Alien Hominid HD            | Платформер                  | Xbox Series X/S, Xbox One, Windows, Nintendo Switch                            | Ремастирований порт                                           |

## Зовнішні посилання
- Офіційний сайт